# フェアリー フェレット
フェアリー フェレット
- 用途：試作機（偵察機）
- 製造者：フェアリー・アビエーション
- 運用者：不採用
- 初飛行：1925年6月
- 生産数：3
- 運用状況：退役

フェアリー フェレット（Fairey Ferret）は、イギリスのフェアリー・アビエーション製の航空機。汎用の複葉機を目指して開発され、性能は良好であったが受注を得ることは出来なかった 。

## 開発
フェレットはイギリス空軍省の要求仕様37/22を満たすために開発された 、フェアリー・アビエーション初の総金属製航空機であった。海軍の関心を得られなかったためフェアリー・アビエーションは汎用複葉機としてイギリス空軍に提案した。
試作機は3機が製造され、2機は海軍の要求仕様を満たす乗員3名、1機は乗員2名であった。複座式のフェレット Mk IIIは、後席に自社開発の新型高速機銃座が取り付けられていた。最初の試作機フェレット Mk Iは、400hp（298kW）のアームストロング・シドレー ジャガーIV空冷星形エンジンを装備して、1925年6月に初飛行した。他の2機は翼幅を9インチ延長し、425hp（317kW）のブリストル ジュピター空冷星形エンジンを発動機とした。
マートルシャム・ヒース基地での試験結果は良好であったものの、採用には至らず生産に入ることは無かった。

## 型式[1]
- フェレット Mk I：乗員3名、エンジンはアームストロング・シドレー ジャガーIV。
- フェレット Mk II：乗員3名、エンジンはブリストル ジュピター。
- フェレット Mk III：乗員2名、エンジンはブリストル ジュピター。

## 要目
フェレット Mk III
- 乗員： 2名
- 全長： 29フィート6インチ（8.99m）
- 翼幅： 40フィート7インチ（12.37m）
- 全高： 10フィート3インチ（3.12m）
- 翼面積： 380平方フィート （35.30m2）
- 空虚重量： 2,583ポンド（1,172kg）
- 有効搭載量： 4,765ポンド（2,161kg）
- エンジン： ブリストル ジュピター1基 425hp（317kW）
- 最高速度：高度5,000フィート（1,524m）で135マイル/h（217km/h）
- 上昇限度：15,500フィート（4,725m）
- 上昇率[2]：毎分920フィート（4.67m/秒）
- 武装：0.303口径（7.7mm）ヴィッカース機銃（胴体右側）、0.303口径（7.7mm）ルイス機銃（後席）、500ポンドまでの爆弾を翼下に搭載可能。